# Miguel Celdrán
Miguel Ángel Celdrán Matute, né le 4 mars 1940 et mort le 28 janvier 2021, est un homme politique espagnol, membre du Parti populaire (PP).
Il est maire de Badajoz entre 1995 et 2013.

## Biographie

### Vie privée
Il est marié, père de trois filles et grand-père de trois filles et un garçon.

### Personnel
Il commence sa vie professionnelle comme moniteur et directeur d'auto-école, puis s'oriente vers une carrière de fonctionnaire. Il devient alors ingénieur technique du comité d'hygiène, de sécurité et des conditions de travail (Gabinete de Seguridad e Higiene en el Trabajo).

### Activités politiques
Au début des années 1980, il adhère au Parti libéral de Joaquín Garrigues Walker, intégré dans l'Union du centre démocratique (UCD).
En 1990, il rejoint le Parti populaire (PP), et est élu au conseil municipal de Badajoz l'année suivante. Il est alors nommé porte-parole du groupe municipal du PP. Aux élections municipales suivantes, organisées le 26 mai 1995, la liste conduite par Miguel Celdrán obtient 15 sièges sur 27 et il est élu nouveau maire de la ville. Il conservera cette majorité absolue en 1999, 2003 et 2007.
Il est ensuite élu sénateur pour la circonscription de Badajoz lors des élections du 12 mars 2000, mais démissionne à peine un an plus tard. Il retrouve son siège aux élections du 14 mars 2004, et l'abandonne définitivement en 2006.
À l'occasion des élections régionales du 27 mai 2007, il est élu député à l'Assemblée d'Estrémadure pour la province de Badajoz, et a fait partie du bureau d'âge du Parlement régional.
Au sein du Parti populaire, il est vice-président de la commission exécutive régionale depuis octobre 2000 et a présidé le PP de la province de Badajoz entre 2000 et 2004.
Par ailleurs, Miguel Celdrán est membre du conseil général de la Fédération espagnole des villes et provinces (FEMP).